# Tiffany (cantante)
Tiffany, all'anagrafe Tiffany Renee Darwish (Norwalk, 2 ottobre 1971), è una cantante e attrice statunitense.

## Biografia
Tiffany è figlia di Janie Wilson, di origini native americane e irlandesi, e di James Robert Darwish, di origine libanese. La futura cantante aveva quattordici mesi quando i genitori divorziarono, andando in seguito a vivere col padre.
È stata all'apice della carriera negli ultimi anni ottanta, con pezzi pop e country. Il suo brano più famoso rimane I Think We're Alone Now, lanciato nel 1987, cover del successo di Tommy James and the Shondells del 1967.

## Vita privata
Tiffany ha sposato il truccatore Bulmaro Garcia nel 1992, anno in cui è nato il loro unico figlio Elijah. La coppia ha divorziato nel 2003. Successivamente la cantante è convolata a nuove nozze con Ben George, un uomo d'affari britannico, nel 2004. Nel 2019 i due hanno annunciato la separazione.

## Discografia

### Album
- 1987 – Tiffany
- 1988 – Hold an Old Friend's Hand
- 1990 – New Inside
- 1993 – Dreams Never Die
- 2000 – The Color of Silence
- 2005 – Dust Off And Dance
- 2007 – Just Me
- 2011 – Rose Tattoo
- 2016 – A Million Miles
- 2022 – Shadows

### Singoli
- 1987 – I Think We're Alone Now
- 1987 – Could've Been
- 1988 – I Saw Him Standing There
- 1988 – Feelings of Forever
- 1988 – All This Time
- 1989 – Radio Romance
- 1989 – Hold an Old Friend's Hand
- 1989 – It's the Lover (Not the Love)
- 1989 – Oh Jackie (solo in Giappone)
- 1990 – I Always Thought I'd See You Again
- 1990 – New Inside
- 1990 – Here in My Heart

### Album compilation
- 2007 – I Think We're Alone Now: '80s Hits and More

## Filmografia parziale

### Attrice
- Necrosis, regia di Jason Robert Stephens (2009)
- Mega Piranha, regia di Eric Forsberg (2010)
- Mega Python vs. Gatoroid, regia di Mary Lambert (2011)
- Ted 2, regia di Seth MacFarlane (2015) - cameo

### Doppiatrice
- I pronipoti - Il film (Jetsons: The Movie), regia di William Hanna e Joseph Barbera (1990) - Judy Jetson